# Hacıqaib
Hacıqaib (hay còn gọi là Hacıqayıb, Gadzhigaib, Gadzhigaibkyshlakh, Gadzhigaibkyshlakh, và Gadzhygaib) là một làng đô thị thuộc vùng Quba của Azerbaijan.  Có dân số là 1,310 người.  Đô thị này bao gồm các làng Hacıqaib và Mirzəqasım.